# Сергиенко, Пётр Трофимович
Пётр Трофимович Сергиенко (укр. Петро Трохимович Сергієнко; 17 февраля 1902, с. Вовчик (теперь Лубенский район Полтавская область) — 1 января 1984, Киев, УССР) — украинский театральный актёр характерно-героического плана; театральный педагог. Народный артист УССР (1951).

## Биография
Родился 17 февраля 1902 года в селе Вовчик.
Окончил в 1931 году Государственный музыкально-драматический институт имени Н. В. Лысенко.
В 1931—1975 годах — актёр Киевского драматического театра имени Ивана Франко.
Сыграл более 100 ролей в классическом, бытовом и советском репертуаре; среди них: Ярчук («Соло на флейте» И. Микитенко), Лизогуб («Богдан Хмельницкий» А. Корнейчука), Ричард («В пуще» Л. Украинки), Поза («Дон Карлос» И.-Ф. Шиллера), Назар («Назар Стодоля» Т. Шевченко) и других.
Снялся в фильмах-спектаклях: «В степях Украины» (1952), «Суета» (1956), «Не суждено» (1967).
Умер 1 января 1984 года в Киеве.

## Награды
Награждён орденом Трудового Красного Знамени (1960), медалями.